# Académie de musique Gheorghe-Dima
Pour les articles homonymes, voir Académie (homonymie) et Académie de musique.
L’Académie de musique Gheorghe-Dima (acronymisé : AMGD, en roumain : Academia de Muzică „Gheorghe Dima”) est une université publique fondée en 1919 en Roumanie à Cluj-Napoca, en Transylvanie.
Le nom de l’académie fait honneur au compositeur, chef d'orchestre et pédagogue roumain Gheorghe Dima (1847-1925), dont le prénom est parfois orthographié George.

## Histoire
L'académie compte parmi ses anciens élèves Christian Wilhelm Berger (en), Boldizsár Csiky (en), Tiberiu Olah (ro), Anita Hartig (en), Stefan Pop et Valentin Timaru (ce dernier y ayant aussi été professeur, à la chaire de composition).

## Situation contemporaine

### Présentation générale
En 2007-2008, à l'AMGD il y avait 796 étudiants (dont 613 en licence, 152 en master et 31 en doctorat) et 119 personnes à l'emploi de l'académie.
Les neuf ensembles musicaux de l'AMGD (allant de la chorale à l’orchestre symphonique) donnent de nombreux concerts tant en Roumanie qu'ailleurs.
L'AMGD organise aussi plusieurs festivals à Cluj-Napoca.

### Direction
Le recteur, le docteur Adrian Pop (ro) est le président du Sénat de l'AMGD.

### Relations internationales
L'AMGD est affiliée à plusieurs associations universitaires, dont l'AEC (Association européenne des conservatoires) et l'EUA (European University Association).

## Composantes
L'AMGD comprend trois facultés (UFR), un département pédagogique, un département d’enseignement à distance et une antenne à Piatra Neamț. Les trois facultés de Cluj-Napoca couvrent tout le champ des études musicales : interprétation musicale, théorie et art scénique. La faculté de Piatra Neamț offre une formation en interprétation musicale et en pédagogie.

## Offre de formation

### Licence
La durée des études est de trois ans pour la spécialisation « pédagogie musicale » et de quatre ans pour les autres spécialisations (interprétation musicale, bel canto, arts du spectacle, composition, musicologie, chef d'orchestre).

### Master
La durée des études est de deux ans (après la licence).

### Doctorat
La durée des études est de trois ans (après le master).